# Vulsor bidens
Vulsor bidens is een spinnensoort uit de familie Viridasiidae. De wetenschappelijke naam van de soort werd voor het eerst geldig gepubliceerd in 1889 door Eugène Simon.

## Voorkomen
De soort komt voor op de Comoren.